# Водзилки
Водзилки (пол. Wodziłki) — деревня в Сувалкском повете Подляского воеводства Польши. Входит в состав гмины Еленево. В деревне сохранилась старообрядческая церковь (моленная).

## История
Деревня была основана старообрядцами-беспоповцами в 1788 году.